# Stratumse Heide

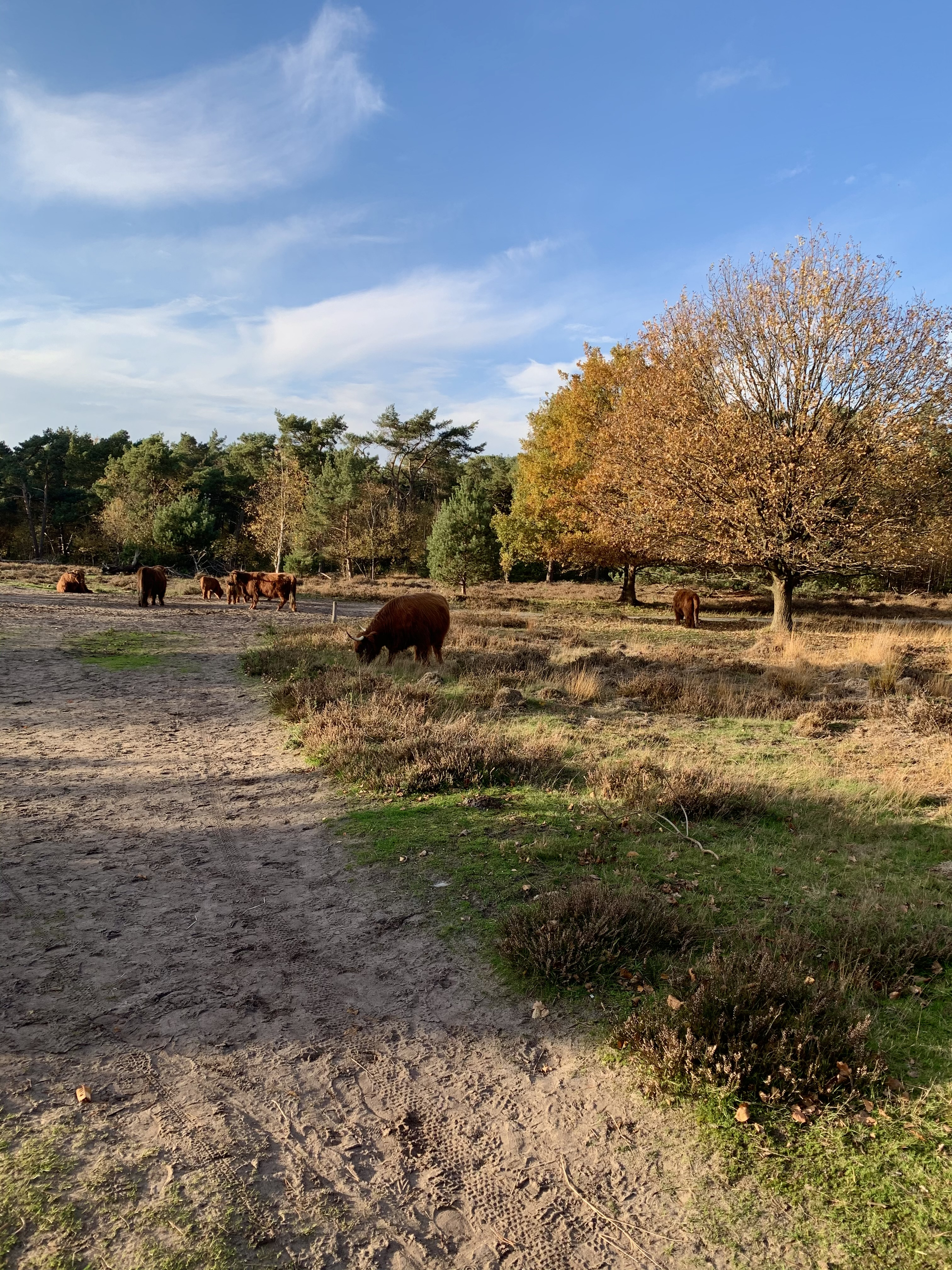

De Stratumse Heide is een natuurgebied van ongeveer 110 ha, dat gelegen is in de gemeente Eindhoven. Het is eigendom van het Brabants Landschap.

## Omgeving
Het gebied wordt door de autosnelweg A67 afgesneden van de Groote Heide, eveneens een natuurgebied. Ten oosten vindt men het natuurgebied Gijzenrooise Zegge, dat het karakter van een stuk kleinschalig oud boerenland heeft. Een andere gebruikelijke naam voor het gebied is Leenderheide, wat eraan herinnert, dat de heide zich vroeger vér uitstrekte tot aan de Leende en zelfs de Belgische grens. Nog steeds strekt zich hier een bijna onafgebroken keten natuurgebieden uit (zie: Leenderbos en Groote Heide).
Het gebied strekt zich uit tot de bebouwing van de Eindhovense wijk Stratum. De bebouwing betreft de buurtjes Belgisch Dorp en Oostenrijks Dorp. Ten noorden en westen van het gebied vindt men de bebouwing van Stratum. Een woonbuurtje in de omgeving heet eveneens Leenderheide.
In de jaren 70 waren er plannen om de Stratumse heide met woningen vol te bouwen, evenals het landbouwgebied in de richting van Geldrop, waar nu de Gijzenrooise zegge nog van over is. Uiteindelijk is alleen de wijk Gijzenrooi gebouwd.

## Beschrijving
Het gebied bestaat uit een heidegebied en een voormalig stuifzandgebied dat in de jaren 30 is beplant met grove den. Duivelsnaaigaren en stekelbrem zijn hier te vinden, terwijl een groot gedeelte spontaan met vliegdennen is dichtgegroeid. De paadjes zijn daar heel kronkelig en er is veel afwisseling tussen bos en heide. Het gebied wordt begraasd door Schotse hooglanders.
In het gebied liggen enkele vennen, waarvan het Kanunnikesven het belangrijkste is. Hierin bevindt zich een eilandje dat door veenvorming is ontstaan. Er groeit o.a. veenpluis, wateraardbei en waterdrieblad. Een probleem voor het natuurbeheer is, dat de kwetsbare oevers te veel worden belopen door de vele wandelaars. Andere vennen zijn het Rietven en het Karperven.